# 36.º governo republicano (Portugal)
O 36.º governo da Primeira República Portuguesa nomeado a 30 de novembro de 1922 e exonerado a 7 de dezembro do mesmo ano, foi o segundo governo consecutivo liderado por António Maria da Silva.
A sua constituição era a seguinte:
| Cargo                               | Detentor | Detentor                                      | Período                                        |
| ----------------------------------- | -------- | --------------------------------------------- | ---------------------------------------------- |
| Presidente do Ministério            |          | António Maria da Silva (1872–1950)            | 30 de novembro de 1922 a 7 de dezembro de 1922 |
| Ministro do Interior                |          | António Maria da Silva (1872–1950)            | 30 de novembro de 1922 a 7 de dezembro de 1922 |
| Ministro da Justiça e dos Cultos    |          | João Catanho de Meneses (1854–1942)           | 30 de novembro de 1922 a 7 de dezembro de 1922 |
| Ministro das Finanças               |          | Vitorino Guimarães (1876–1957)                | 30 de novembro de 1922 a 7 de dezembro de 1922 |
| Ministro da Guerra                  |          | Ernesto Vieira da Rocha (1872–1952)           | 30 de novembro de 1922 a 7 de dezembro de 1922 |
| Ministro da Marinha                 |          | Vítor Hugo de Azevedo Coutinho (1871–1955)    | 30 de novembro de 1922 a 7 de dezembro de 1922 |
| Ministro dos Negócios Estrangeiros  |          | Domingos Pereira (1882–1956)                  | 30 de novembro de 1922 a 7 de dezembro de 1922 |
| Ministro do Comércio e Comunicações |          | Vasco Borges (1882–1942)                      | 30 de novembro de 1922 a 7 de dezembro de 1922 |
| Ministro das Colónias               |          | Alfredo Rodrigues Gaspar (1865–1938)          | 30 de novembro de 1922 a 7 de dezembro de 1922 |
| Ministro da Instrução Pública       |          | Leonardo Coimbra (1883–1936)                  | 30 de novembro de 1922 a 7 de dezembro de 1922 |
| Ministro do Trabalho                |          | Vasco Borges (interino) (1882–1942)           | 30 de novembro de 1922 a 7 de dezembro de 1922 |
| Ministro da Agricultura             |          | António Maria da Silva (interino) (1872–1950) | 30 de novembro de 1922 a 7 de dezembro de 1922 |